# Muralles medievals de Tortosa
Les muralles medievals de Tortosa són un conjunt de fortificacions de la ciutat de Tortosa (Baix Ebre) declarades bé cultural d'interès nacional.

## Descripció
Són la muralla de tancament de la ciutat medieval de Tortosa, que inclouen també una primera línia de muralla definida en època andalusí, que va ser aprofitada al segle xii, posteriorment a la conquesta. Esta, al seu torn, seguiria l'antic recinte murat d'època romana. Al segle xiv es va definir una nova muralla que ampliava el recinte, aprofitant part de la muralla anterior, i englobava l'eixample medieval de la ciutat.

### Portals
S'inclouen en esta muralla els diversos portals d'accés a l'interior del recinte, així com les seues torres de defensa. Tant de la muralla, com dels portals i les torres, se'n conserven i en queden protegits los trams i fragments integrats a l'urbanisme actual de la ciutat, així com les possibles restes que en puguin romandre al subsòl.
Les restes que quedaven del portal de Remolins i les muralles en esta zona es van enderrocar a començament del segle xx, encara que en quedarien restes al subsòl.
Del portal de la Bassa en resta només l'arcada, oberta però sense utilitat, ja que es troba a un nivell més alt que el de la carretera que passa per la base. És al pany de mur situat a la pujada del Castell des del barri del Rastre, vora el CEIP La Mercè i al costat mateix de la maquinària de l'antiga fàbrica del gas. Comunica amb lo recinte interior d'accés al castell de la Suda. Se tracta d'una portalada feta amb carreus de pedra ben escairats, diferenciats dels només desbastats de la muralla. Presenta arc de mig punt amb dovelles de pedra a l'exterior, i a l'interior forma de capialt de Marsella. Sobre l'arc exterior hi ha l'escut de la ciutat treballat en relleu.

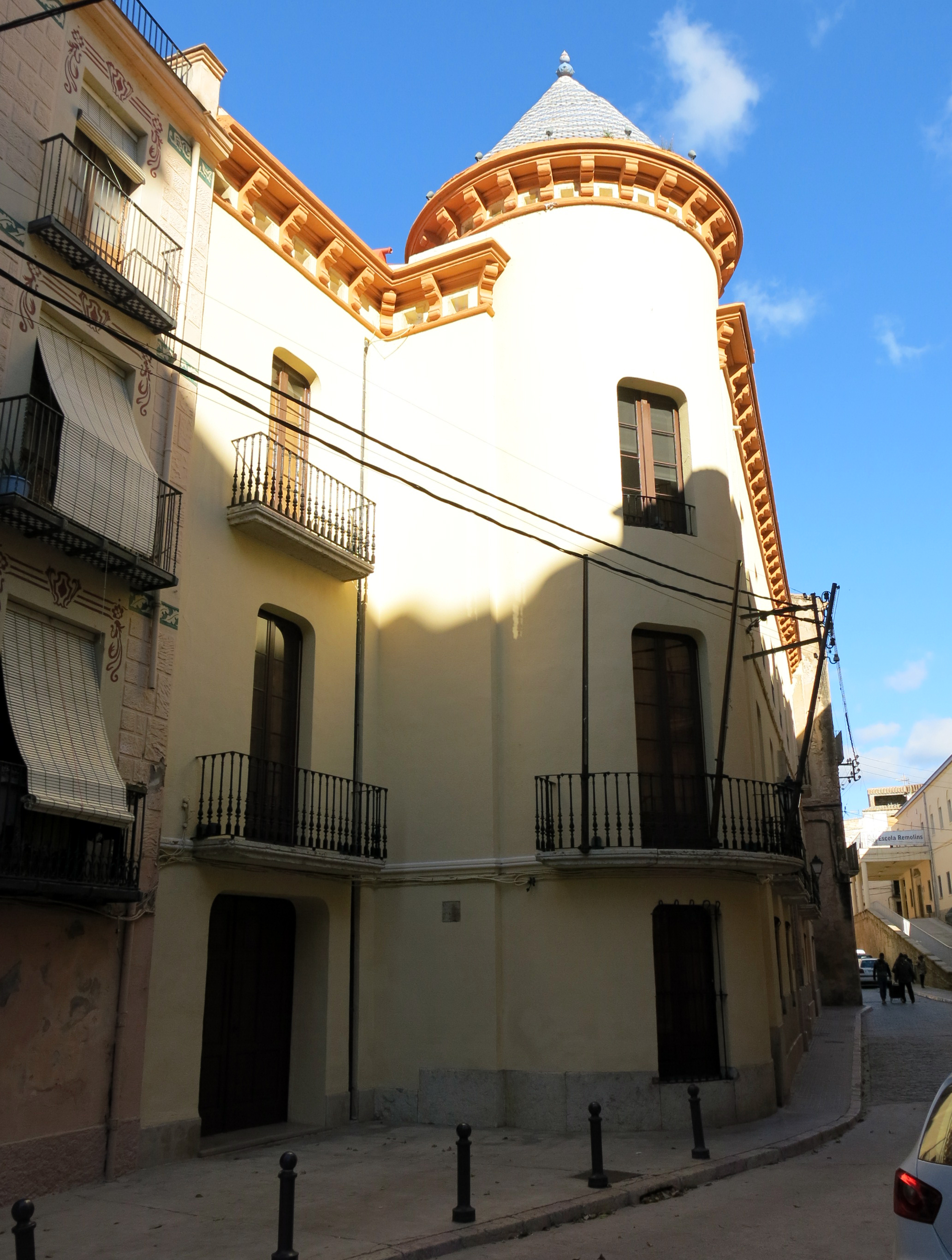
Torre del Palau Montagut, bastida damunt lo portal de Tamarit

Lo portal de Tamarit se situa als baixos del Palau Montagut, ocupat ara per la Comunitat de Regants de l'Esquerra de l'Ebre. Se'n conserven dues arcades de pedra i una finestra enreixada situades al mur que comunica una de les modernes portes de l'edifici del carrer de Santa Anna amb lo mateix portal. Este se troba al mig de l'edifici i les dependències que el comuniquen amb l'esmentat carrer i l'avinguda de Felip Pedrell, que són molt restaurades als murs i amb lo sostre fet de nou. Este portal, paral·lel als dos carrers, és adovellat de mig punt, amb muntants també de pedra i un arc escarser de reforç adossat a la banda interior. Formant-hi angle recte es troba una altra arcada, amb més llum però menys reforçada, també de mig punt, que arriba fins a terra, i que dona pas a un gran pati posterior a l'edifici, totalment descobert. L'esmentada finestra, per la seua banda, és allinda i de carreus de pedra. Ne són interessants los batents, de fusta, possiblement del segle xix, i especialment la reixa, que forma una quadrícula de barres de ferro i que presenta als extrems superiors dues barres amb cos de serp i cap de monstre, i als inferiors dos poms també sobresortits. Lo ferro es troba molt deteriorat per la humitat.
Lo portal de Tarragona actualment és integrat dins lo fort de la Victòria, que es va bastir posteriorment, a l'extrem nord-est del pla de les Sitges, on hi ha la residència sanitària. Del conjunt medieval se conserva el portal pròpiament dit, una torre fortificada immediata i sectors de murada. Lo portal és de carreus de pedra. Presenta un gruix de murs d'uns 2 metres i amb les marques dels encaixos dels tancaments de les portes. A l'exterior pren forma d'arc adovellat de mig punt, amb los arrencaments d'un segon arc al davant, possiblement posterior. A l'interior pren forma de capialt de Marsella. A la banda interior, sobre el portal, sobresurt una mena de permòdol amb un relleu treballat d'arc no desxifrable. La torre fortificada, que defensa el portal, sobresurt respecte del perfil exterior de la muralla medieval. És de planta octagonal, de carreus de pedra ben treballats als angles i només esbossats als paraments dels murs. S'hi accedeix a la planta baixa, coberta amb volta, per la part interior del recinte emmurallat. Actualment se troba força malmesa, escapçada per sobre la volta de la planta baixa. Una de les espitlleres se va eixamplar i posteriorment se va tornar a tapiar amb maons.

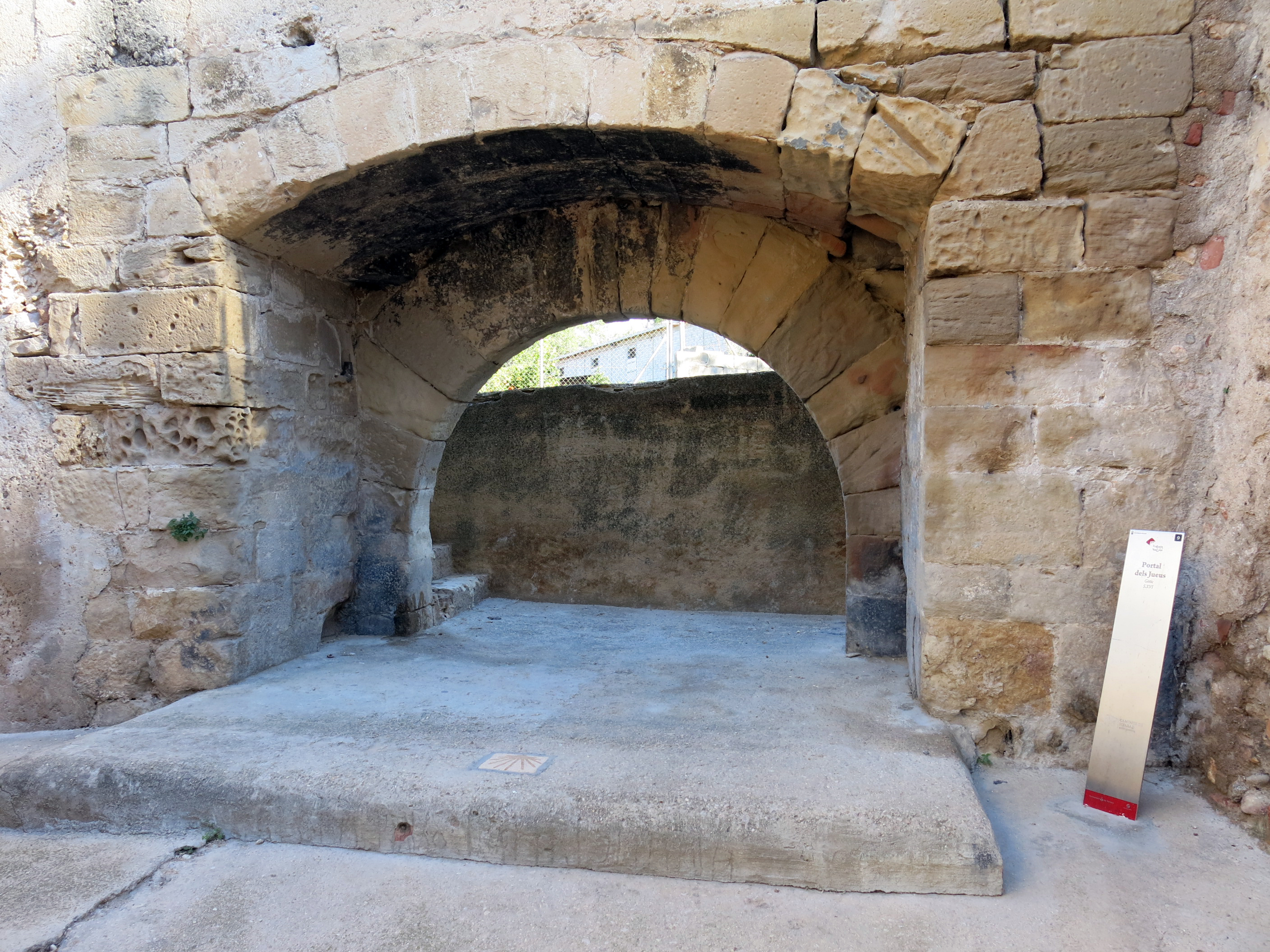
Portal dels Jueus

Lo portal dels Jueus se localitza just en lo punt on actualment acaba el parc de Porcar per la banda nord. A la banda exterior resta a un nivell inferior respecte al del terra, que el cobriria fins a la part superior de l'arc. És per això que s'hi accedeix mitjançant unes petites escales de 6 graons. Té forma d'arc de mig punt amb dovelles i muntants de pedra, igual que l'emmarcament lateral i superior. A l'interior l'arc és escarser, i l'intradós és de pedra, igual que els muntants. Possiblement lo nivell de terra interior, més baix que l'exterior, anava també en principi a un nivell inferior, ja que actualment lo portal té l'alçada d'una persona i que a l'altura del terra es conserva un forat a cada banda de l'intradós del muntant que deuen correspondre a l'antic baldó que devia tancar les portes de fusta. Lo tipus de pedra és gres. Són carreus ben treballats, actualment molt erosionats i deteriorats per les característiques de la pedra sorrenca.
Lo portal del Temple estava situat a l'actual barri de l'Eixample, sobre el vessant de ponent del turó del Sitjar, pròxim al marge esquerre de l'Ebre. Durant una intervenció arqueològica aparegueren restes d'un tram de muralla, i també tres cares de la torre angular de la ciutat, anomenada del Temple, que protegia el portal homònim. La torre era de planta octagonal, segons se pot deduir per l'angle de les cares conegudes i per la seua similitud amb la del portal de Santa Clara o de Tarragona, que es troba a l'altre angle del pany sud de la muralla. Les restes romanen conservades al subsòl.

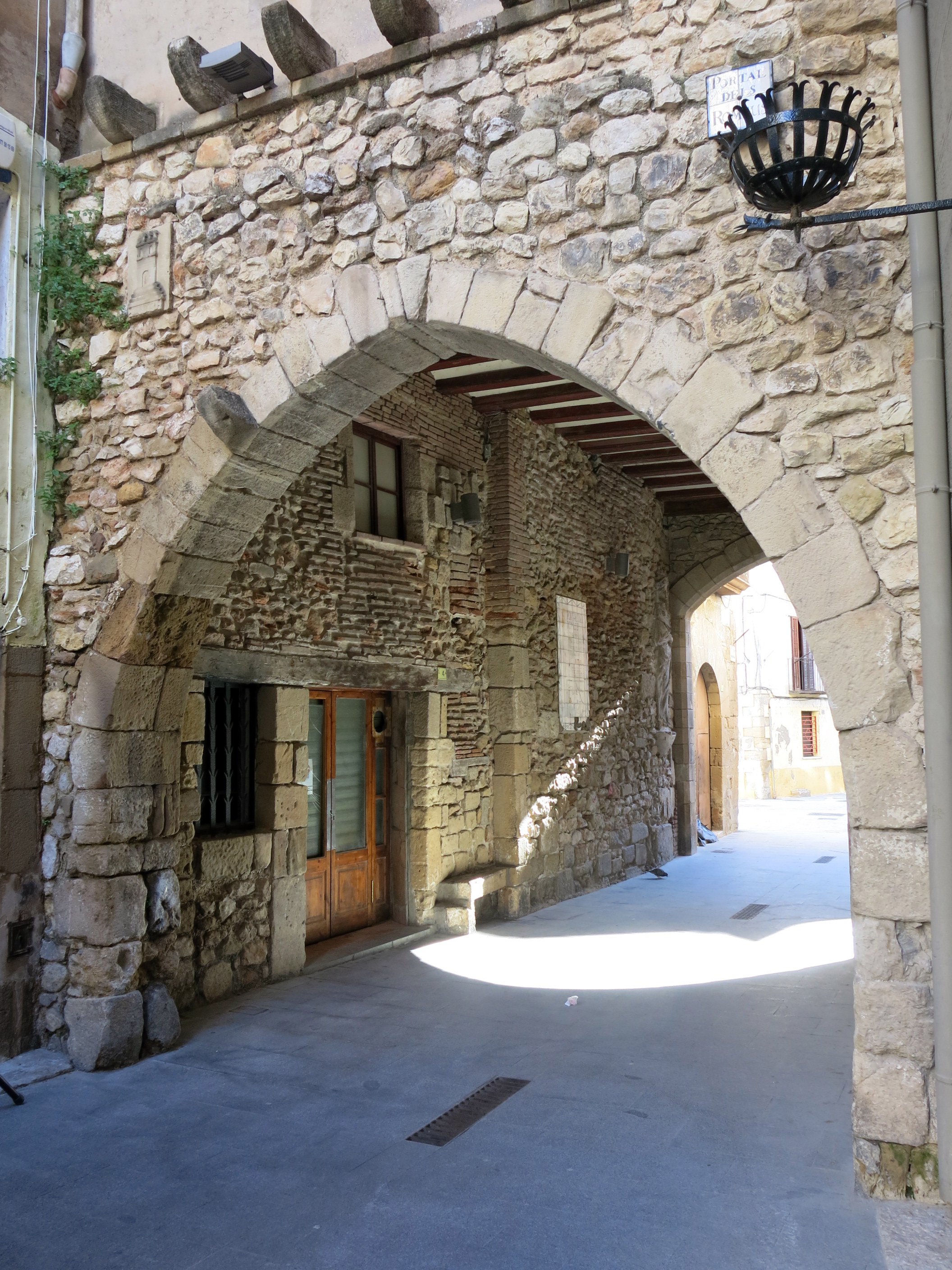
Portal del Romeu

Lo portal del Romeu devia formar part de la muralla del primer recinte medieval de Tortosa. Era el pas d'entrada i de sortida cap al camí de Sant Jaume de l'Ebre. Lo sector d'habitatge que està situat al damunt és d'època moderna. L'arc que dona a la banda de la plaça de la Cinta és apuntat, amb un escut de Tortosa a la banda superior esquerra respecte de l'arc, mentre que el que comunica amb lo carrer Nou de la Vall és escarser. L'interior del portal se troba cobert amb revoltons i bigues de fusta, i els murs són de carreus de pedra i pedres petites de mesures força desiguals; un dels trams, però, és de maons posats de pla. Al mur dret, mirant des de la plaça, s'obre una porta de mig punt adovellada, una fornícula d'estructura romànica -amb dues columnes a cada extrem amb capitells treballats amb formes de monstres- on hi ha una marededéu a l'interior d'aparença gòtica. Adossat al parament hi ha la figura de Sant Joan Baptista, de mesures naturals, en relleu. Al mur enfrontat s'hi obre també una porta, ara allindanada, i a l'extrem la figura en relleu de Sant Jaume. Al mig de totes dues s'inscriu un plafó de rajola vidriada amb una part del Camí de Santiago i a sobre la inscripció: "portal del Romeu/ sobre el Vall/ via romana/ Tarraco-Tortosa/ Ruta Santiago/ Restaura: Valls pintor 1385/ Restaura: Capera 171756/ Restaura: Corp. Municipal 1909/ Restaura: Corp Municipal 1963". Este portal segurament formava part de la muralla romana, que se situava a l'extrem del decumanus i donava pas a la via cap a Barcelona. Originàriament la porta anava acompanyada d'una torre de guaita. L'arc havia estat tapiat per raons de seguretat durant la guerra de Pere el Cerimoniós amb Castella. L'any 1740 l'arc exterior es va enderrocar a causa de les obres de la casa superior. Lo 1756 se produí la destrucció dels relleus dels pelegrins; Gabriel Molano, regidor de la ciutat, los va tornar a reconstruir.
L'antic portal de Sant Nicolau se situava a la part nord-oest del nucli antic de la ciutat, al barri de Remolins. Durant una intervenció arqueològica al solar del carrer de Jerusalem, a la cantonada amb lo carrer del Sol, se van localitzar restes d'un tram de la muralla i una part de la torre quadrada situada a la zona propera al portal de Sant Nicolau.
Del portal de l'Oliver, també conegut com lo portal de la Casa d'Exercicis, se'n conserva només una arcada de mig punt, cegada, amb dovelles i muntants de carreus de pedra. Se troba inserida al mur de l'actual Casa Diocesana, obert a un petit pati lateral de l'església de la Mercè. Lo portal existia abans d'edificar-se el convent de Sant Domènec, al solar de l'antiga Casa Diocesana. Comunicava el sector amb l'exterior de la ciutat a través del carrer de Gènova, penetrant la muralla medieval que posteriorment va quedar inclosa en la del segle xiv, les restes de la qual se conserven encara al mur nord del mateix col·legi de la Mercè. Sembla que, una vegada construït lo convent, los frares dominics van conservar el portalet per sortir a l'exterior. L'any 1387 consta la notícia que hi havia una imatge de la Mare de Déu sobre el portal.

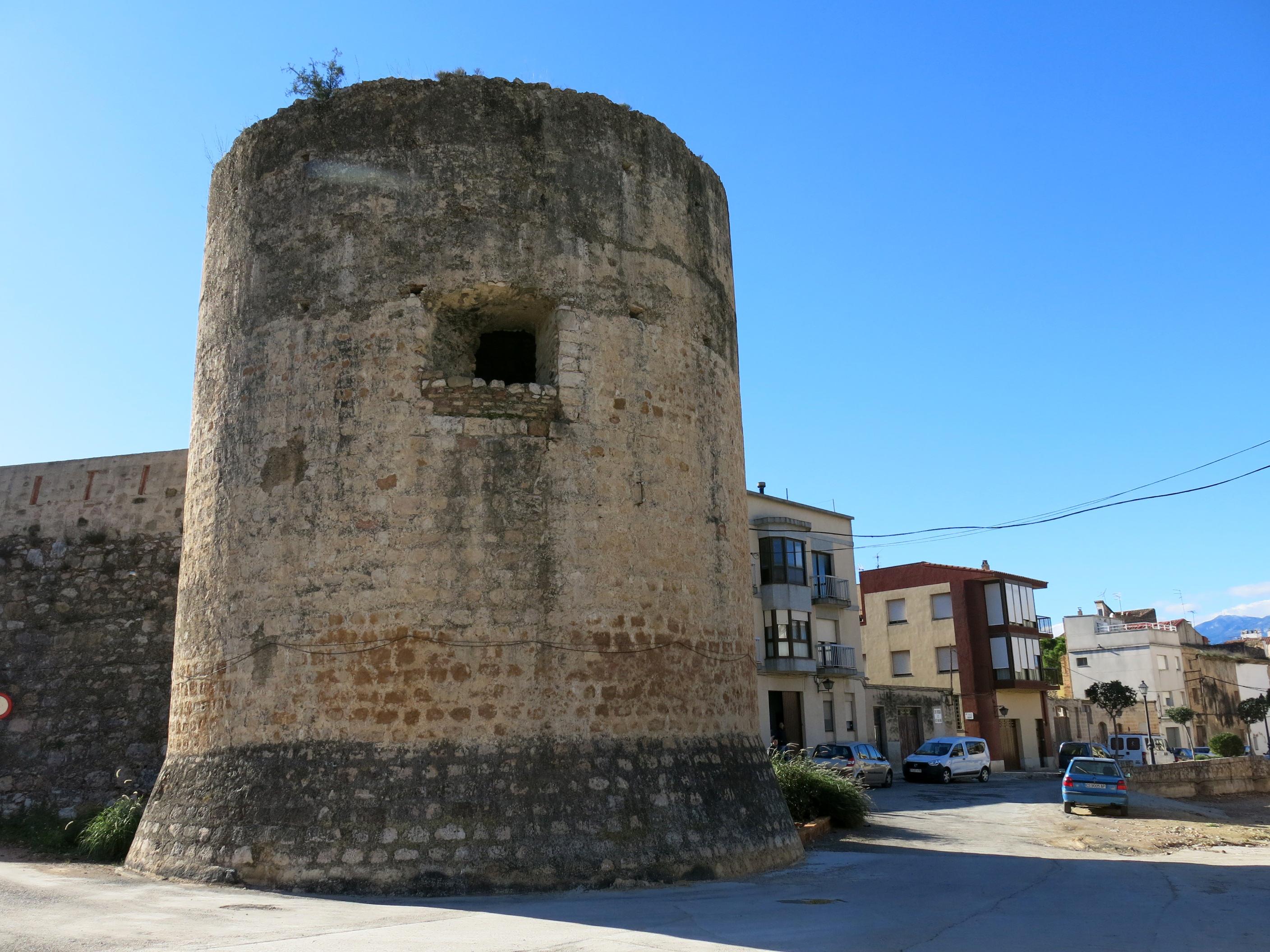
La torre del Célio, al barri de Remolins

La torre del Célio, que rep lo seu nom del barranc contigu, és una construcció circular sense accés des de la base, situada a l'extrem NE del sector conservat de la muralla del segle xiv del barri de Remolins. Té una alçada aproximada de 15 metres. En alçat, lo mur té forma atalussada en lo primer metre i mig. Hi ha només una línia d'obertures, a mitjana altura, en forma de tres finestres grans sense esplandit a l'intradós, de forma rectangular. Han estat alterades, especialment la que mira al NE, pel que fa a les dimensions i l'estructura, mitjançant toves de maçoneria i totxo. L'aparell demostra en l'alçat dues parts: la inferior, d'uns 12 metres, presenta carreus de pedra picada bastant regulars i no gaire grans; la superior comença a l'alçada del llindar de les finestres i és de maçoneria molt pobra arrebossada. A la banda de ponent conserva restes de l'arrencada del sector N de la muralla, enderrocat, i a l'angle interior que formaven este i el sector E conservat mostra el que devia ser una escala de cargol per pujar tant als panys de muralla com a la torre.

### Trams de muralla conservats
Alguns trams conservats són visibles, i d'altres han estat només documentats al subsòl.
Se coneix com la muralla del Rastre el sector NE de la muralla del segle xiv que delimita el nucli urbà encara actualment, a l'extrem NE de la ciutat. Va des de la murada del castell de la Suda fins al fort del Bonet. Queda tallada al capdamunt de l'actual carrer de la Providència. A l'est del mateix carrer hi ha el vèrtex de l'angle del mur i continua des d'allà fins al fort del Bonet. Lo sector de l'angle resta integrat a l'habitatge de l'extrem del carrer, construït en part aprofitant parts de la muralla. L'alçada del sector de la muralla és de 5 metres aproximadament. Lo perfil exterior és atalussat. És construït amb maçoneria i carreus desbastats en alguns sectors, i als angles amb grans carreus de pedra ben tallats. En alguns punts del sector de ponent s'adverteixen arcs tapiats, possiblement de descàrrega, apuntats o de mig punt. En alguns sectors del nivell superior se conserven les espitlleres. Los materials constructius d'este nivell són de qualitat inferior.

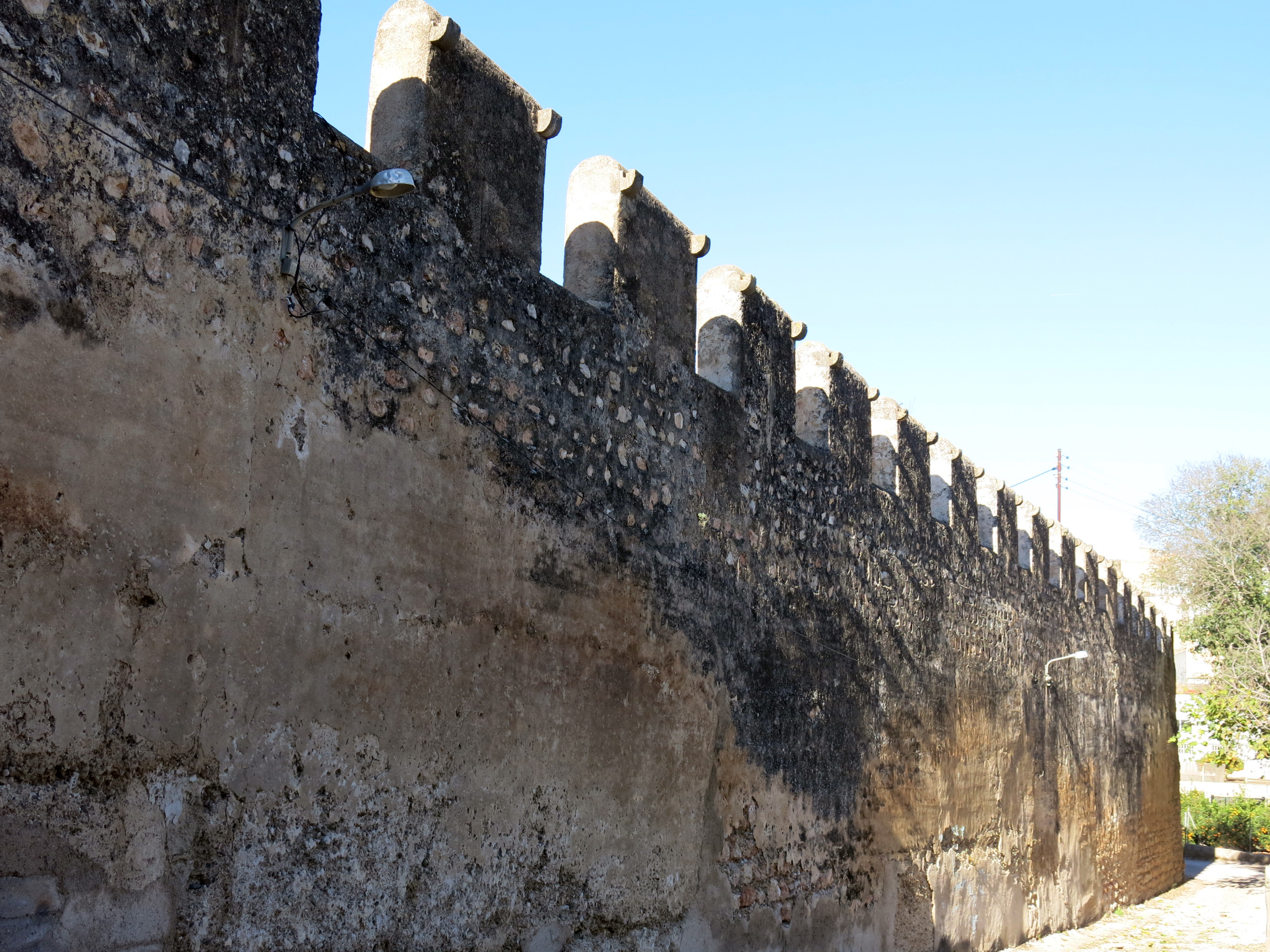
Muralla de Remolins

Lo sector NE de muralla del segle xiv, que ocupa tota la banda NE del barri de Remolins des del castell de la Suda fins al barranc del Célio, tancava la ciutat medieval per la banda de llevant. La muralla de Remolins, construïda al llarg del segle xiv, no va ser enderrocada al final del segle xix en no haver-se expansionat la ciutat per esta banda. L'única obertura que presenta és lo portal dels Jueus, que comunicava la població amb l'antic fossar dels jueus. A l'extrem N acaba en una torre, l'esmentada torre del Célio, on queden encara restes del sector de muralla que antigament tancava el barri pel nord i de les escales de cargol, exteriors a la torre, per on se pujava als dos sectors. Per diferències de materials i de construcció, el sector conservat se pot dividir en dues parts. La nord, contigua a la torre, té uns 10 metres d'alçada i arriba fins a poc abans de començar les cases del carrer de Vandellòs. Té aproximadament 1,5 metres de gruix, i la part interior és uns 3 metres per sota de l'exterior. Esta té, a la part superior, espitlleres rectangulars amb llum exterior gran; no té perfil emmerletat, sinó un mur continu. Lo material presenta irregularitats, amb pedres grans treballades desigualment fins a l'arrencada de les espitlleres, i maçoneria pobra a la part superior. A la part de les espitlleres han desaparegut los darrers 20 metres. La banda sud té un sector pla i un altre adaptat a la costa de pujada a la Suda, que se soluciona esglaonant lo perfil superior del mur. Al lloc on connecta amb lo sector anterior sembla veure's un canvi en lo traçat, i una diferència en les etapes constructives. Fins al portal lo perfil és emmerletat, amb espitlleres de molt poca llum exterior. A partir d'aquí desapareixen los merlets i el mur s'esglaona, tot mantenint les espitlleres. Tot este sector conserva un pas de ronda interior. L'aparell és pobre de materials però homogeni, amb les pedres més petites que les de l'altre sector.

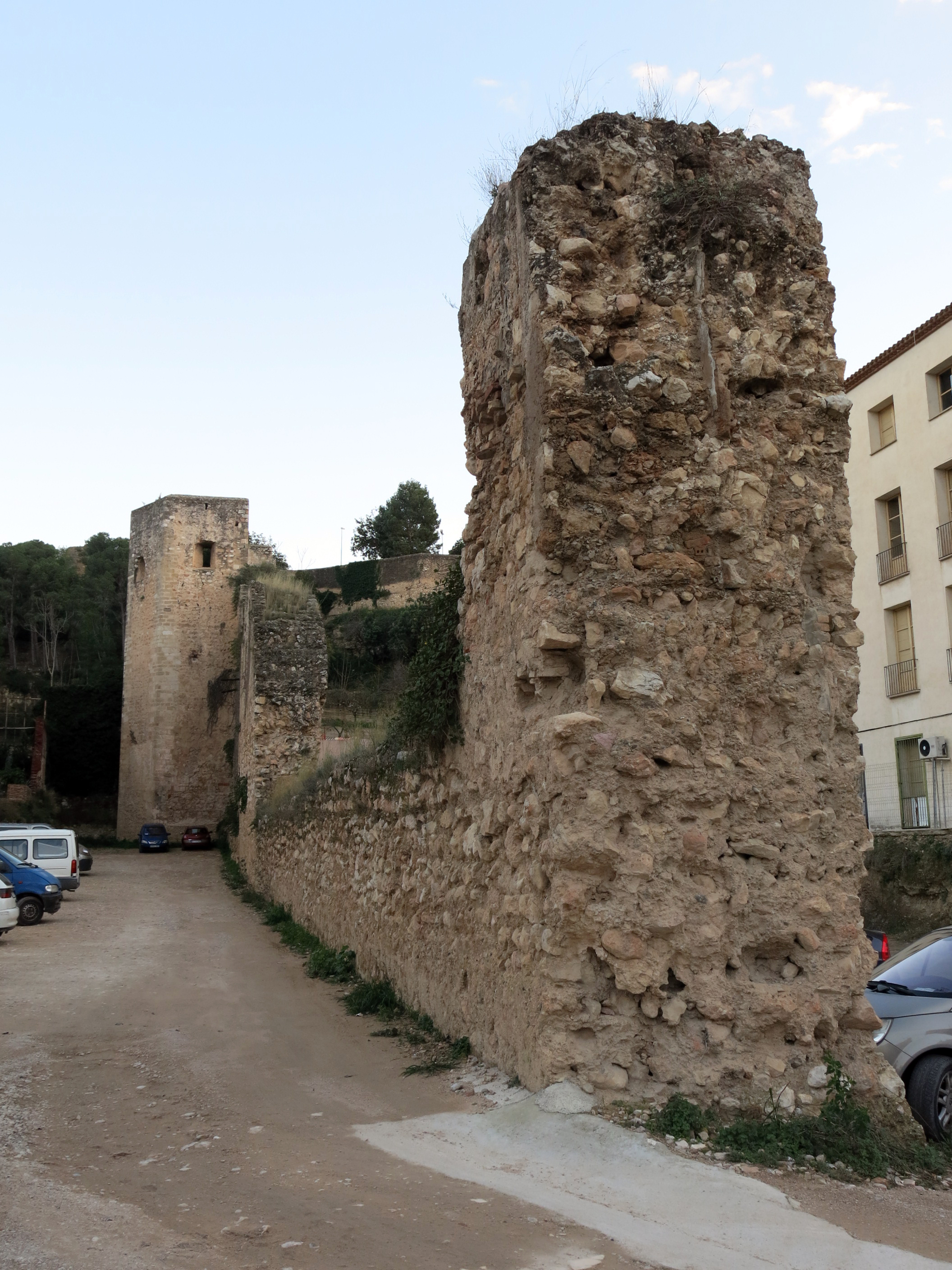
Restes de la muralla de Santa Clara

Un altre sector de la muralla medieval va des del fort de la Victòria fins a la plaça de Mossèn Sol. Este sector de la muralla protegia el barri de Santa Clara, i s'allarga des del fort de la Victòria, vora de l'actual residència sanitària, fins a la plaça esmentada, on resta interrompuda. Lo perfil esglaonat de la muralla de Santa Clara ve determinat pel desnivell del terreny. Se'n conserva un tram amb lo pas de ronda, i dues torres de guaita que, adossades a la muralla, són de secció rectangular i avançades cap al barri del Rastre. Lo gruix del mur en este tram és d'un metre i es va construir amb carreus de pedra als angles –pedres de mida regular però no carreuades en los forjats– i maçoneria. Lo tram final de la muralla separa el pati posterior del convent de Sant Joan del recinte del col·legi de Sant Josep. Limita, també, amb lo convent de Santa Clara. Los portals que s'hi obrien resten tapiats o molt transformats.
Al carrer del Sol i el carrer de Jerusalem les restes de la muralla se situen a la part NO del nucli antic de la ciutat, a la confluència d'estes dos carrers, al barri de Remolins. Van aparèixer durant una intervenció arqueològica, en la qual se va localitzar una part del traçat de la muralla medieval de Tortosa i restes de la torre quadrada situada entre la torre rodona angular i el portal de Sant Nicolau. La muralla oest de Remolins, de 2 metres d'amplada i forta compactació, està formada per carreus irregulars i lloses de pedra calcària, units amb morter de calç, amb senyals clars d'una reutilització d'antigues estructures. La construcció de la torre quadrada és anterior a la muralla del segle xiv. En l'actualitat, lo solar on se trobava este tram de la muralla ha estat edificat i les estructures se troben segellades per una capa de formigó armat.

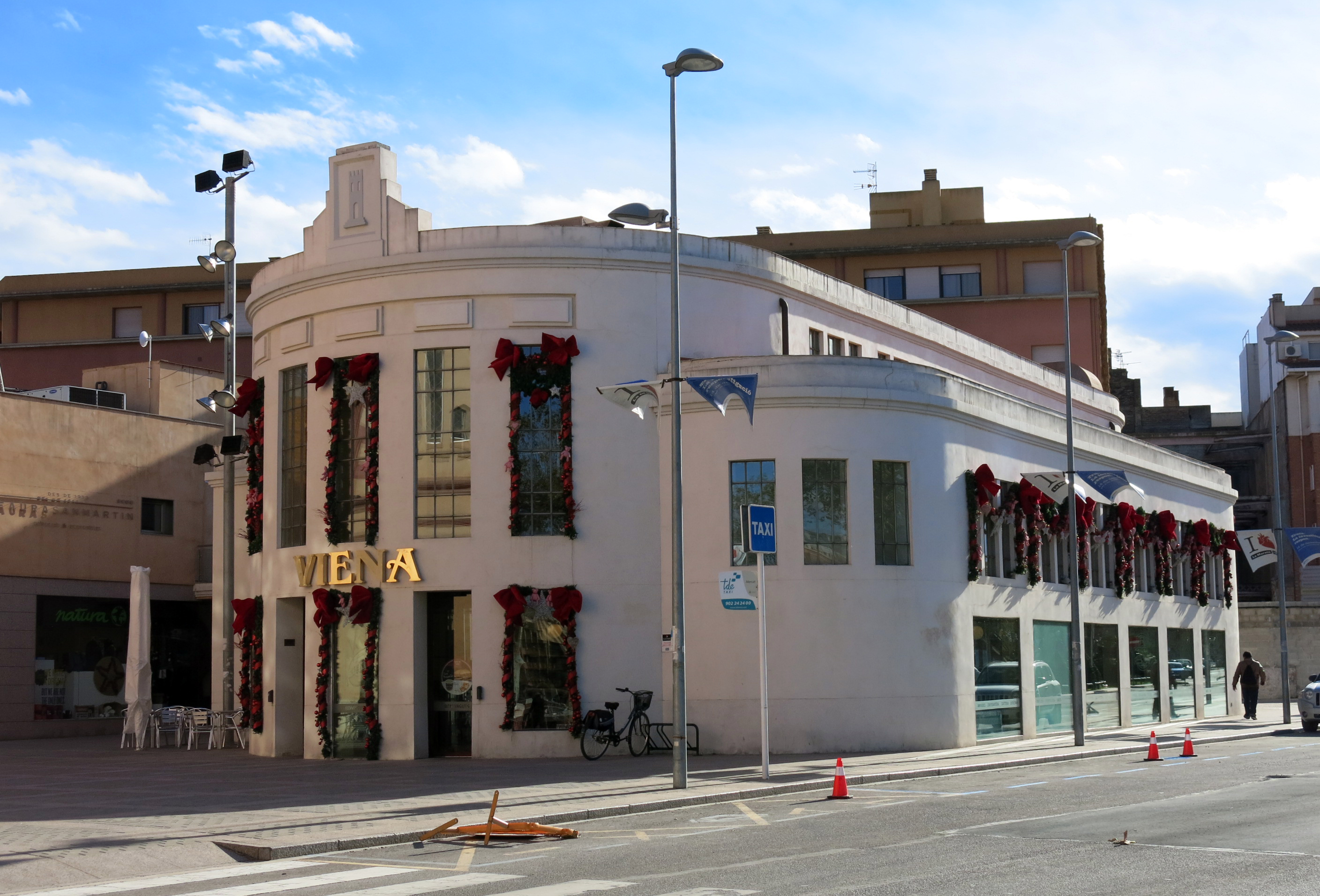
L'antic Mercat del Peix, a la plaça de Barcelona, on s'han pogut documentar restes de la muralla del Temple

La plaça de Barcelona està situada al costat d'un dels vials principals de la ciutat, propera a l'antic mercat del peix i al mercat municipal, a la riba esquerra del riu. Este espai es trobava a l'extrem SO del recinte emmurallat de la ciutat, molt pròxim a l'antic portal del Temple, desaparegut amb lo creixement urbanístic que es produeix a la ciutat al final del segle xix. En successives intervencions arqueològiques fetes a l'indret s'hi han pogut documentar diverses restes del tram de la muralla del Temple.

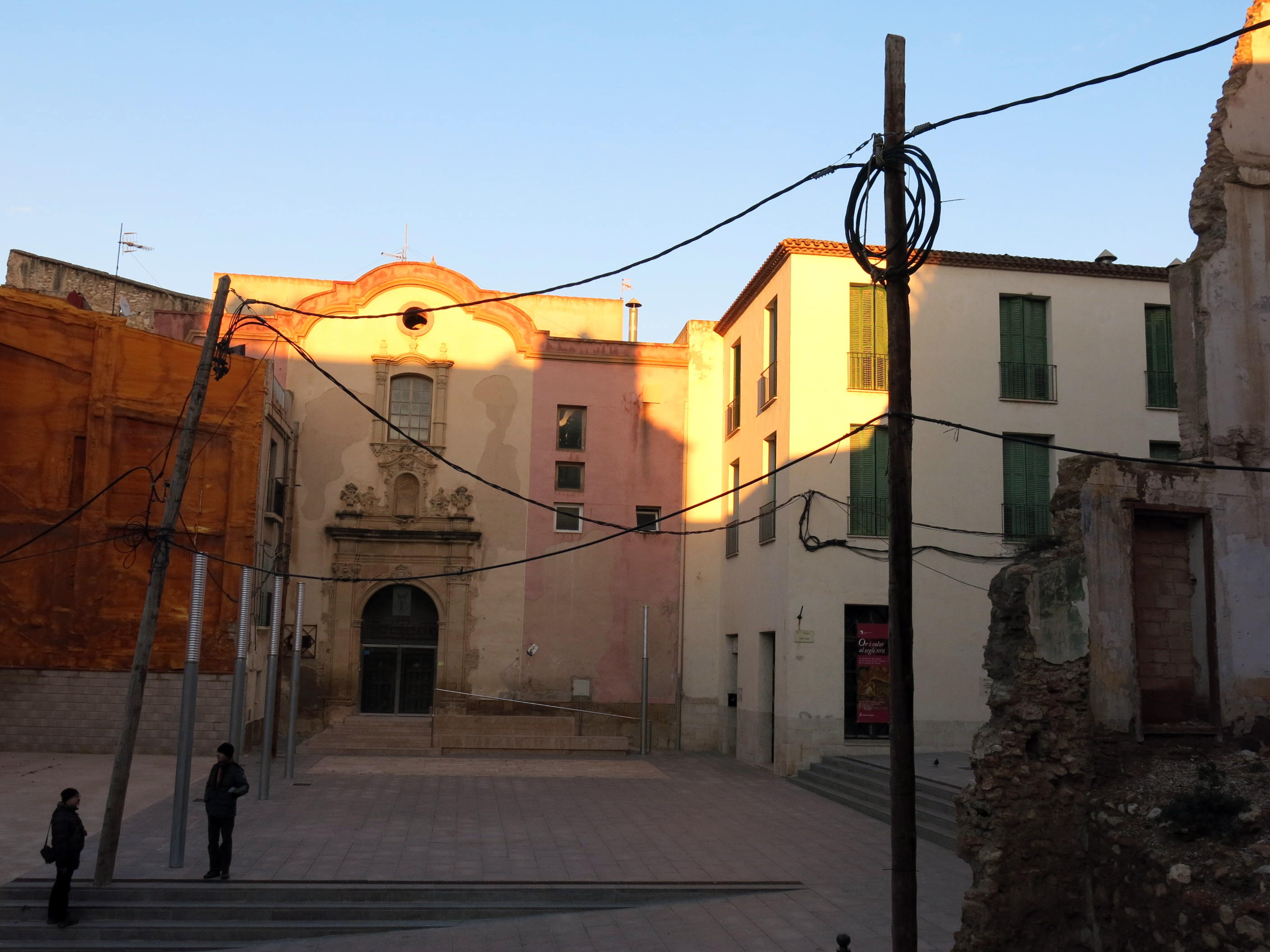
La plaça de Sant Joan, amb l'antic convent, on se van trobar restes de la muralla medieval en una intervenció arqueològica

Les restes de la muralla medieval trobades en una intervenció arqueològica realitzada al pati de l'antic convent de Sant Joan de Jerusalem i de l'Orde de Malta de Tortosa (construït entre 1727 i 1734) se situen a la plaça de Sant Joan, i l'edifici actualment no funciona com a element religiós, sinó que es troba ocupat per diverses entitats ciutadanes. La primera intervenció a la muralla de Sant Joan, de l'any 1997, consistia en un control arqueològic dels rebaixos efectuats a l'entorn de la muralla medieval. Lo mateix any se determinà l'existència de banquetes de fonamentació de la muralla del segle xiv, així com de diversos murs datats en època andalusí, concretament als segles xi-xii.
Existeixen també restes de la muralla a la travessia de Vandellòs, un petit carrer del barri de Remolins d'uns 10 metres de llargada que fa angle amb lo carrer de Vilanova, tancant-lo, i que comunica amb l'esplanada que hi ha sense construir a l'angle NE de l'antiga muralla, actualment anomenada plaça de Menahem ben Saruq. Anteriorment tenia dos solars més construïts a la banda de ponent, ara enderrocats. Les cases que delimiten lo pany est miren ja per la part posterior de la muralla, i hi ha un petit carreró entre les cases i la muralla.

## Història
Durant l'època d'ocupació islàmica, l'actual Tortosa era closa per una muralla perimetral que en alguna zona seguia el traçat del recinte antic, i podria haver aprofitat elements i estructures d'època romana. En lo moment de la conquesta cristiana, al segle xii, s'aprofitaren les muralles d'època andalusí amb reparacions i noves construccions. Al segle xiv es defineix un nou circuit murallat que amplia l'espai urbà respecte a l'anterior. L'obra fou impulsada pel mandat de Pere el Cerimoniós (1336-1387) a les ciutats catalanes de tancar els seus barris extramurs per reforçar-ne la defensa durant la guerra amb Castella. En l'acord municipal del 9 de desembre de 1365 se detallen les característiques de la nova muralla: «[…] los murs que ara de novell se faran [han de ser] d'argamassa. E que hagen deu pams de gros». Sembla que l'inici de les obres no es va fer efectiu fins al 1368, i que el 1369 ja se n'havia construït una bona part. Segons un altre document, la nova muralla envoltava la ciutat i en delimitava dos punts extrems situats a la vora del riu, un d'ells al sud, la torre del Temple, i l'altre al nord, al torre del Rec. En la construcció de la muralla participaren molts i destacats mestres, com ara el picapedrer Joan de Maine, el fuster Andreu Tranxer i el manyà Guillem Ortolà.
De l'enderrocament general de les muralles que es va dur a terme a la darreria del segle xix, actualment se'n conserven només lo sector de la muralla del barri de Santa Clara i el del barri de Remolins. A l'alçada dels Reials Col·legis s'obria pel portal de la Bassa i el portal de l'Oliver. A la part superior de la muntanya del Sitjar culminava amb lo portal de Tarragona, força alterat durant lo segle xviii amb la construcció del fort de la Victòria.